# 敷嶋てとら
敷嶋てとら（しきしま てとら）は、日本のバーチャルYouTuber、バーチャルシンガーである。動画投稿を中心に活動するいわゆる「動画勢」であり、酒、VRChat関連の動画や、歌ってみた、Vlogを主に投稿している。「ディストピア在住VTuber」を自称しているのものの、自身が投稿している動画については「ディストピアとは何の関係もない」と述べている。

## 活動
動画投稿を中心に2021年5月から活動している、いわゆる「動画勢」VTuberである。バーチャルYouTuberとして活動するようになったきっかけは都市伝説系のYouTuberであり、「自分も動画を作りたい」と考えて活動を開始したという。活動に必要な知識は独学で得ており、バーチャルYouTuberになるにあたって3Dモデルの制作や動画編集を習得している。動画内容は自身の興味のあること、好きなことが主である。興味の対象は酒、バーチャル・リアリティ、音楽であるといい、動画内容も酒、VRChat関連や歌ってみた、Vlogを主題にしたものがみられる。ぶいマガ by muevoは動画内容の多様さが敷嶋の魅力であると評している。また、動画投稿の他にも2024年からは毎週月曜日の定期配信を開始しており、配信内容についてライターのむちむちぷにぷには「お酒の話題が多い印象だ」と述べている。
VTuberスタイルは敷嶋の投稿動画の特徴として見やすさとテンポの良さを挙げ、その魅力を「最後まで飽きることなく、ついつい視聴してしまう」点であると評している。ライターのたまごまごは敷嶋のVlogの特徴として、落ち着いた声質、滑舌の良さ、解説のわかりやすさ、コンテンツを楽しみながらもハイテンションすぎない点を挙げ、「被写体深度のこだわりや、レトロな哀愁への愛情などが感じられる動画の数々は、日本ならではの味のある光景が好きな人にはかなり刺さる」と評している。敷嶋自身は「サブカル好きのVTuberが観たい方」に適したチャンネルであると述べている。

## ディスコグラフィ

### シングル
|     | タイトル             | 配信日         | 規格     | 備考                                                                                         | 出典  |
| --- | -------------------- | -------------- | -------- | -------------------------------------------------------------------------------------------- | ----- |
| 1st | 深更                 | 2022年12月24日 | 音楽配信 | 初のオリジナル楽曲である。                                                                   | [ 7 ] |
| 2nd | 仮想世界のイグジスト | 2023年12月31日 | 音楽配信 |                                                                                              | [ 8 ] |
| 3rd | イレギュラートリップ | 2024年4月15日  | 音楽配信 | 本楽曲は2024年3月のイベントでサプライズ公開されたため、YouTubeでは同月24日に公開されている。 | [ 9 ] |